# Ciro Alegría
Ciro Alegría Bazán (ur. 4 listopada 1909 w Hacienda Quilca, zm. 17 lutego 1967 w Chaclacayo w prowincji Lima) – peruwiański pisarz, publicysta i polityk.

## Zarys biografii
Był absolwentem Colegio Nacional San Juan – szkoły średniej w Trujillo. Tam też studiował na Uniwersytecie Państwowym, którego nie ukończył. Pracował jako dziennikarz. W 1930 związał się z Amerykańskim Rewolucyjnym Sojuszem Ludowym (Alianza Popular Revolucionaria Americana – APRA). Za działalność polityczną był więziony, a w 1934 został wydalony z kraju. Mieszkał w Chile, później w Stanach Zjednoczonych, Portoryko i na Kubie. Do Peru wrócił w 1957 i wznowił aktywność polityczną.
Jako pisarz debiutował w połowie lat 30. Był przedstawicielem indygenizmu w literaturze latynoskiej – akcję swoich utworów osadzał z reguły w wioskach Indian zamieszkujących Andy. Najbardziej znanym jego dziełem jest nagradzana powieść Świat jest szeroki i obcy (1941), rozgrywająca się właśnie wśród społeczności górskiej.

## Dzieła wybrane
- La serpiente de oro (1935) – wyd. pol. Złoty wąż, Wydawnictwo Literackie, Kraków 1973, tłum. Andrzej Nowak
- Los perros hambrientos (1938) – wyd. pol. Głodne psy, PIW, Warszawa 1979, tłum. Zofia Wasitowa
- La leyenda del nopal (1940)
- El mundo es ancho y ajeno (1941) – wyd. pol. Świat jest szeroki i obcy, PIW, Warszawa 1974, tłum. Helena Adamowicz
- Las aventuras de Machu Picchu (1950)
- Novelas completas (1959)
- Duelo de caballeros (1962)
- Novelas completas (1963)

Wydania pośmiertne
- Gabriela Mistral íntima (1968)
- Panki y el guerro (1968)
- Sueño y verdad de América (1969)
- La ofrenda de piedra (1969)
- Lázaro (1973)
- La revolución cubana • Un testimonio personal (1973)
- Mucha suerte con harto palo • Memorias (1976)
- 7 cuentos quirománticos (1978)
- El sol de los jaguares: leyendas, cuentos y narraciones de la selva amazonica (1979)
- Dilema de Krause: Penitenciaría de Lima (1979)
- Fábulas y leyendas americanas z ilustracjami Horacio Eleny (1982)
- Relatos (1983)